# Finger Eleven
Finger Eleven es una banda canadiense de rock formada en 1990. Han lanzado siete álbumes de estudio, con su álbum The Greyest of Blue Skies que las pongan en la corriente principal. En 2003 el álbum homónimo alcanzó la categoría de oro en los Estados Unidos y Platino en Canadá, gran parte del éxito del sencillo "One Thing", que marcó la primera colocación de la banda en el 100 Gráfico de EE. UU. caliente en el número 16. Con su álbum de 2007, "Them Vs. You Vs. Me", lanzaron el sencillo "Paralyzer", que consiguió alcanzar numerosos tops incluyendo el Canadian Hot 100 y las dos listas de rock de Estados Unidos, así como alcanzar N.º 6 en los EE. UU. Hot 100 y N.º 12 en los tops de sencillos australianos. Ganaron el Premio Juno por Álbum Rock del Año en 2008. estatus de oro. Fue certificado más tarde en los EE. UU. y multiplatino en Canadá. Lanzaron su sexto álbum de estudio, "Life Turns Electric", el 5 de octubre de 2010; fue nominado para un premio Juno al Mejor Álbum de Rock del Año. Lanzaron su primer sencillo "Living in a dream", añadiendo un poco de más del funk rock y dance rock, al igual que su canción hit single "Paralyzer". 
Finger Eleven anunció en Twitter que lanzaría un nuevo álbum en algún momento de 2014, esto sin embargo no sucedió hasta el 31 de julio de 2015 con el que Five Crooked Lines, su séptimo álbum de estudio, se dio a conocer con "Wolves and Doors" como primer sencillo.

## Biografía
Scott Anderson (voz), Sean Anderson (bajo), James Black (guitarra), Rob Gommerman (batería) y Rick Jackett (guitarra) eran compañeros del colegio en la ciudad de Burlington, Canadá, no muy lejos de Toronto. Juntos encontraron en la música un lugar donde expresar sus sentimientos de frustración, rabia y pérdida; lo que en 1994, y gracias al dinero obtenido a través de un concurso de bandas en una radio local, desencadenó en el lanzamiento de su primer disco, "Letters From Chutney", bautizando a la banda "Rainbow Butt Monkeys".

### Tip(1997–1998)
El grupo encontró un nuevo equipo directivo en Coalición Entretenimiento (Rob Lanni & Eric Lawrence con Sarah Parham) en 1996. Una vez que habían dado cuenta de su música cambió y quería ser tomado más en serio, "Rainbow Butt Monkeys" se convirtieron en "Finger Eleven". El nombre de Finger Eleven viene de una versión anterior de la canción "Thin Spirits" del álbum Tip. De Scott Anderson explica: "cuando todo lo que está empujando en una dirección y tu instinto te lleva en otro que es de once de los dedos, que no podía sacarlo de mi cabeza."
Su álbum de la brecha, Tip, fue lanzado el Mercury Records en Canadá en 1997 y relanzado por Windup Records en los Estados Unidos en 1998. Esto marcó un cambio en el sonido de la banda. Sugerencia fue producido por Arnold Lanni (Our Lady Peace). Para entonces, se las arreglaron para recorrer junto a bandas como Creed y Fuel.

### The Greyest of Blue Skies(1999–2002)
Después del lanzamiento del Consejo, el baterista Rob Gommerman dejó la banda y fue reemplazado por Rich Beddoe quien James Negro había conocido casualmente a un concierto de Alice in Chains varios años antes en Toronto.
En 2000, Finger Eleven publicó The Greyest of Blue Skies, de nuevo producido por Arnold Lanni. Tuvieron éxito en Canadá con este álbum va de oro (50 000 unidades vendidas).
En 2002 grabaron la canción "Slow Chemical" para Kane (luchador de la WWE) como su música de entrada.Fue grabado y mezclado en trabajos metálicos Studios en Mississauga, Ontario y lanzó ese año en la versión canadiense de la compilación WWF forceable entry.

### Finger Eleven(2003–2006)
Su liberación de 2003, auto-titulado álbum Finger Eleven fue producido por Johnny K. Este álbum incluye la cama sencillo "One Thing", que empujó a la banda en la corriente principal. La canción fue un éxito en el rock, el pop y listas de radio para adultos; el éxito del sencillo ganó la banda su primer US Gold Álbum (500 000 copias) y el canadiense Platino (100 000 copias). "One Thing" alcanzó el número 16 en los EE. UU., y tenía la exposición en series de televisión como Scrubs, Smallville y Third Watch. Fue utilizado por World Wrestling Entertainment (WWE) en la edición de Raw del 25 de junio de 2007 durante un tributo en video con Chris Benoit que se había suicidado el 25 de junio En 2007, también se registró una versión dueto con Amy Lee de Evanescence.
La banda estuvo de gira por toda Europa, Australia y América del Norte desde 2003 a 2005. Han ganado un Premio Vídeo MuchMusic.

### Them vs. You vs. Me(2007–2009)
Publicó el quinto álbum de estudio titulado Them vs. You vs. Me fue lanzado el 6 de marzo de 2007, producido de nuevo por Johnny K. El primer sencillo fue "Paralyzer" que se convirtió gradualmente sencillo más exitoso hasta la fecha de la banda, convirtiéndose en su primera carrera Top Ten éxito en los EE. UU. Hot 100 en noviembre de 2007, así como alcanzar el número 1 en Canadá, y las dos listas de rock de Estados Unidos. El álbum también cuenta con los sencillos "Falling On", "I'll Keep Your Memory Vague" y "Talking to the Walls".
Them vs. You vs. Me fue certificado Oro en los EE. UU. en marzo de 2008. Them Vs. You Vs. Me, ganó el premio Juno 2008 por Álbum Rock del Año. La banda tocó en vivo con la Orquesta Juvenil de Calgary en los premios Juno, el 6 de abril de 2008 en Calgary, Alberta. El rendimiento fue transmitido por la televisión nacional.

### Life Turns Electricy partida de Beddoe (2010–2013)
A principios de 2010, la banda entró al estudio para comenzar a trabajar en su sexto álbum de estudio. El 30 de julio, la banda anunció que el título de su sexto álbum sería oficialmente Life Turns Electric que fue lanzado el 5 de octubre de 2010. el primer sencillo del álbum, "Living in a Dream", fue lanzado en iTunes el 20 de julio de 2010. la banda anunció el 30 de noviembre de 2010 que el segundo sencillo para la Vida Activa eléctrico será "Cualquiera que sea no Mátame ". 13 de enero de 2011 fue la fecha de lanzamiento de la "Whatever Doesn't Kill Me" lo del video musical, con créditos de producción va a REACTIV imágenes. El video fue dirigido por Alon Isocianu y el arte dirigida por Rachelle Scarfó.
El tercer sencillo "Stone Soul" fue lanzado en la primavera de 2011, sin que el vídeo está filmado. Durante el verano, el cuarto sencillo "Pieces Fit" hit radio. Actualmente un video está en los trabajos que implican los aficionados a grabar a sí mismos rockeando al vídeo.
Después de mucho debate Finger Eleven ha decidido separarse de nuestro baterista Rich Beddoe. Hemos disfrutado de un largo tramo de grandes momentos y nos hizo un montón de buena música juntos. Esto realmente es un momento impactante en la historia de nuestra banda, pero solo sirve para fortalecer nuestra escritura de la canción y el enfoque musical.
La música sigue a realizar. Seguimos funcionar como Finger Eleven. No vamos a ninguna parte.

### Llegada de Chris Powell yFive Crooked Lines(2013–presente)
Hacia el final del año, la banda se separó de baterista desde hace mucho tiempo Rich Beddoe. En noviembre de 2014, la banda anunció a través de su página de Facebook que los tambores en el próximo álbum fueron hechas por el baterista Chris Powell
El 25 de abril de 2015, la banda anunció un casting abierto para la filmación del video para el primer sencillo del nuevo álbum. La canción aparece que se titulará "Wolves and Doors".
La banda anunció que "Five Crooked Lines" se dará a conocer 31 de julio de 2015, y dio a conocer el primer sencillo "Wolves and Doors" a la radio canadiense.

## Discografía
- 1995: Letters From Chutney
- 1997: Tip
- 2000: The Greyest of Blue Skies
- 2003: Finger Eleven
- 2007: Them vs. You vs. Me
- 2010: Life Turns Electric
- 2015: Five Crooked Lines
- 2025: Last Night on Earth